# 칼럼 윌슨
칼럼 에디 그레이엄 윌슨 (Callum Eddie Graham Wilson , 1992년 2월 27일 ~ )는 잉글랜드의 축구 선수이다. 현재 웨스트햄 유나이티드와 잉글랜드 축구 국가대표팀에서 스트라이커로 뛰고 있다.
20-21시즌 리그에서 15골울 넣으며 대단한 시즌을 보냈다.

## 클럽 경력
2009년 코번트리 시티와 프로 계약을 맺고 데뷔하였다. 이후 탬워스, 케터링 타운으로 임대되기도 했던 그는 14-15 시즌 본머스로 이적해 맹활약을 펼치며 팀의 프리미어리그 승격을 이끌었고, 승격 후에도 꾸준히 득점을 기록하며 팀의 주포로 활약하였다.
2019-20 시즌, 본머스의 강등으로 이적시장에 나오게 된 그는 여러 팀의 관심을 받게 되고 2020년 9월 7일 뉴캐슬 유나이티드와 4년 계약을 맺었다.

## 국가대표팀 경력
윌슨은 2014년 잉글랜드 U-21팀에 발탁되어 11월 17일에 펼쳐진 프랑스와의 친선 경기에서 교체 출전하였다. 이후 본머스에서의 활약에 힘입어 2018년 11월, 성인 대표팀에 처음으로 발탁되었고 웸블리 스타디움에서 펼쳐진 미국 전에서 데뷔해 득점을 기록하며 잉글랜드 대표팀에서 본머스 소속으로 득점을 기록한 첫 선수가 되었다.

## 수상 경력

### 클럽
본머스
- EFL 챔피언십: 2014-15

### 개인
- PFA EFL올해의 팀: 2013-14